# Nadia Comăneci
Nadia Elena Comăneci, wym. [ˈnadi.a koməˈnet͡ʃʲ] (ur. 12 listopada 1961 w Onești) – rumuńska gimnastyczka, zdobywczyni pięciu złotych medali olimpijskich, dwukrotna mistrzyni świata, dziewięciokrotna mistrzyni Europy. Jest pierwszą w historii igrzysk olimpijskich, której występ sędziowie ocenili jako bezbłędny.

## Życiorys
Została mistrzynią Europy w wieloboju już w wieku 13 lat, w 1975, w Skien. Jako pierwsza w dziejach gimnastyki, dostała maksymalne noty – 10 pkt. (siedem razy). Na igrzyskach olimpijskich w Montrealu (1976) wygrała wielobój indywidualny  z notą łączną 79,275 pkt. (na 80 możliwych), ćwiczenia na poręczach z maksymalną notą 20 pkt., a ćwiczenia na równoważni ukończyła mając notę bliską ideału – 19,950 pkt.
Na kolejnych igrzyskach, w Moskwie w 1980, zajęła drugie miejsce za Jeleną Dawydową z ZSRR. Nie obroniła tytułu z Montrealu, ale wygrała ćwiczenia wolne (ex aequo z Nelli Kim) i na równoważni. Do 3 złotych medali z Montrealu dodała dwa dalsze. Ogółem ma w dorobku 5 złotych, 3 srebrne i 1 brązowy medal olimpijski.
Mistrzynią Europy w wieloboju indywidualnym była trzykrotnie (w 1975, 1977, 1979). Na MŚ 1979 w Fort Worth (w Teksasie) wygrała wielobój drużynowy.
W 1984 zakończyła karierę, odznaczona Orderem Olimpijskim przez ówczesnego szefa MKOl – Juana Antonio Samarancha (w 2004 otrzymała jako jedyna Order po raz drugi). W ankiecie agencji Associated Press w 1976 i 1977 przyznano jej miano najlepszej sportsmenki świata.
W listopadzie 1989, krótko przed rewolucją rumuńską, Comăneci opuściła Rumunię i poprzez Węgry dotarła do Austrii, gdzie w ambasadzie Stanów Zjednoczonych poprosiła o azyl. W Stanach Zjednoczonych popularyzowała gimnastykę.
W kwietniu 1996 wyszła za mąż za Amerykanina Barta Connera, mistrza olimpijskiego w ćwiczeniach na poręczach z 1984. Z mężem prowadzi Akademię Gimnastyczną. Udziela się w akcjach charytatywnych. Obecnie jest wiceprzewodniczącą Rady Dyrektorów Międzynarodowych Olimpiad Specjalnych. Ufundowała klinikę dla ubogich dzieci w Bukareszcie. Rząd Rumunii nadał jej tytuł Honorowego Konsula w USA. Zasiada we władzach FIG.
Oboje z mężem są komentatorami najważniejszych imprez gimnastycznych. Mają syna Dylana Paula ur. 3 czerwca 2006, w Oklahoma City.